# Centro de Literatura Under e Tuglas
O Centro de Literatura Under e Tuglas (em estoniano:  Underi ja Tuglase Kirjanduskeskus, abreviado como UTKK) é uma instituição científica que lida com a literatura estoniana. O Centro está localizado em Tallinn, na Estónia e está subordinado à Academia de Ciências da Estónia. O centro foi nomeado em homenagem aos escritores estonianos Marie Under e Friedebert Tuglas.
O Centro foi criado em 1993. Os seus predecessores foram a seção do Instituto de Língua e Literatura da Academia de Ciências da Estónia e o Museu da Casa Friedebert Tuglas (estabelecido em 1971).
O Centro lança as publicações periódicas Collegium litterarum e Oxymora.